# Anders Kallenberg
Anders Hansson Kallenberg, född 23 oktober 1834 i Burlövs socken, Malmöhus län, död 24 januari 1902 i Stockholm, var en svensk målare.

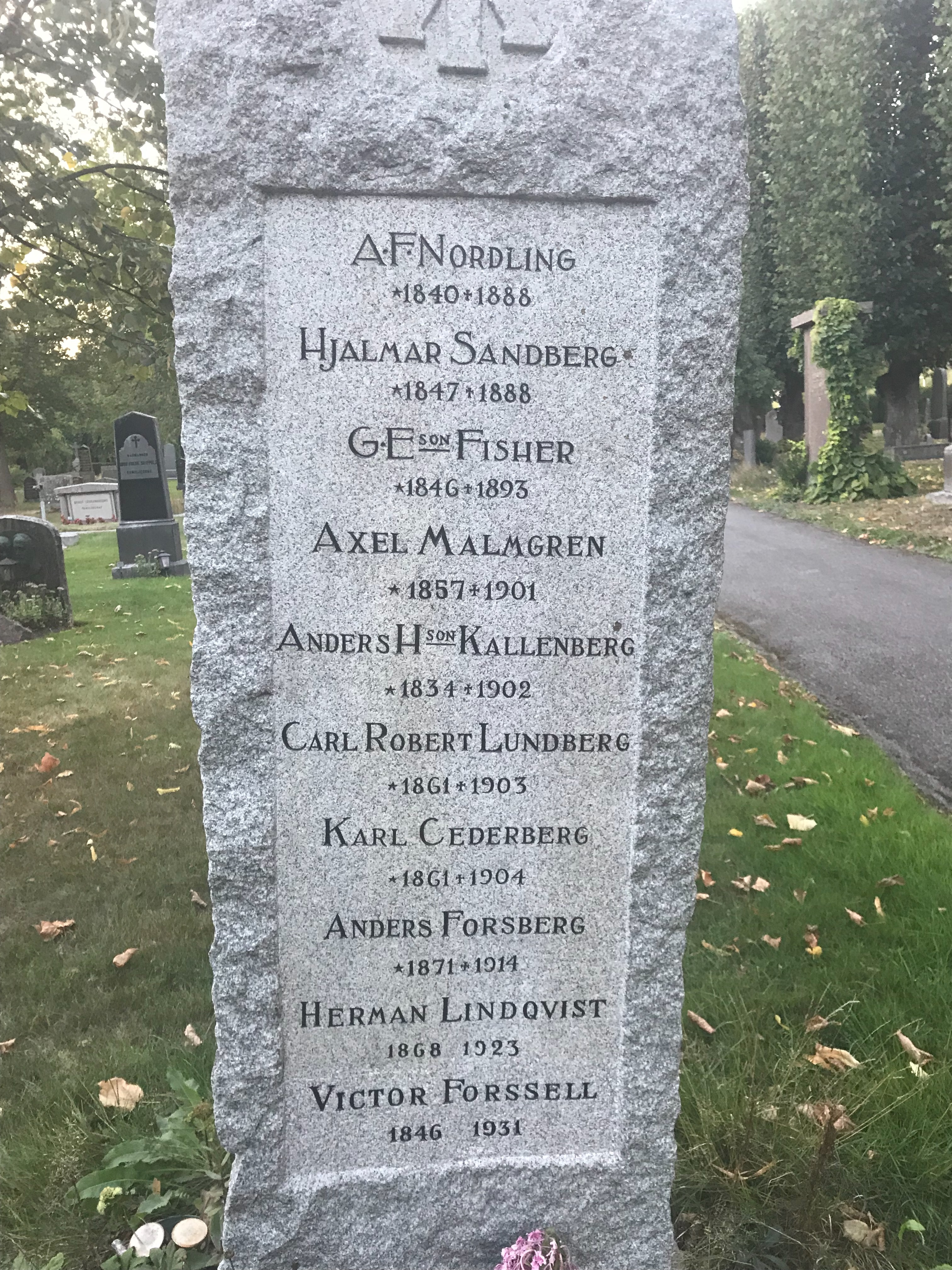
Gravvård Norra begravningsplatsen

## Biografi
Anders Kallenberg var son till kyrkovaktmästaren och skolläraren Hans Andersson och Gertrud Svensdotter. Han studerade vid Konstakademien 1861–66. Han fick en kunglig medalj 1866 och fortsatte därefter studierna i Düsseldorf och från 1874 i Berlin. Han var sedermera bosatt i Stockholm och blev ledamot av Akademien för de fria konsterna 1886.
Han målade till en början landskap, men så småningom blev djur hans huvudsakliga motiv,  såsom kor i hagen, hästar på bete eller får tätt slutna till varandra i blåsten ute på en betesmark. Skånska slättbygdens stämningar återgav han med trovärdig och starkt uttryckt lokalkaraktär. Hans studier är målade med must och med utmärkt karakteristik av de olika djuren. 
Bland hans arbeten märks Barrskog med skogstjärn (1868), Hästar i oväder, Skånsk bondgård med kreatur (1875, Nationalmuseum), På väg till marknaden (en vallpiga med kreatur i blåsväder), Kor i skogen (1900, Nationalmuseum, som även äger studien Tjur). Några studier av kor och kalvar ägs av Göteborgs konstmuseumoch med kor vid Uppsala universitetsbibliotek. Han finns även representerad med målningarna Landskap med kor och Motiv från Skåne (1866) vid Norrköpings konstmuseum. Anders Kallenberg illustrerade 1869–71 verket "Halländska herrgårdar".